# Apodemus alpicola
Apodemus alpicola är en däggdjursart som beskrevs av Heinrich 1952. Apodemus alpicola ingår i släktet skogsmöss och familjen råttdjur. IUCN kategoriserar arten globalt som livskraftig. Inga underarter finns listade.

## Utbredning och habitat
Denna skogsmus förekommer i Alperna från centrala Österrike, över sydvästra Tyskland och södra Schweiz till sydöstra Frankrike och norra Italien. Arten når där 2100 meter över havet. Habitatet utgörs av skogar eller andra trädansamlingar blandat med ängar och klippiga ställen.

## Utseende
Individerna når en kroppslängd (huvud och bål) av 9 till 12 cm och en svanslängd av 10 till 12 cm. Vikten varierar mellan 20 och 38 gram. Arten har en brun päls på ovansidan som är på ryggens topp mörkast, undersidan och extremiteternas insida är gråvit till ljusgrå. På hakan finns vanligen en gulaktig fläck. Arten liknar stark den större skogsmusen (Apodemus flavicollis). De skiljer sig i detaljer av skallens konstruktion från varandra. Bakfötterna är med cirka 2,5 cm längd ganska stora för en skogsmus. Med hjälp av dessa och den långa svansen har arten bättre förmåga att klättra på klippor.

## Ekologi
Apodemus alpicola har allmänt samma beteende som andra skogsmöss. Födovalet varierar mer än hos andra skogsmöss. Arten äter under våren främst insekter medan den under sommaren och hösten föredrar frön av olika örter som växer på marken.